# Gegensteine

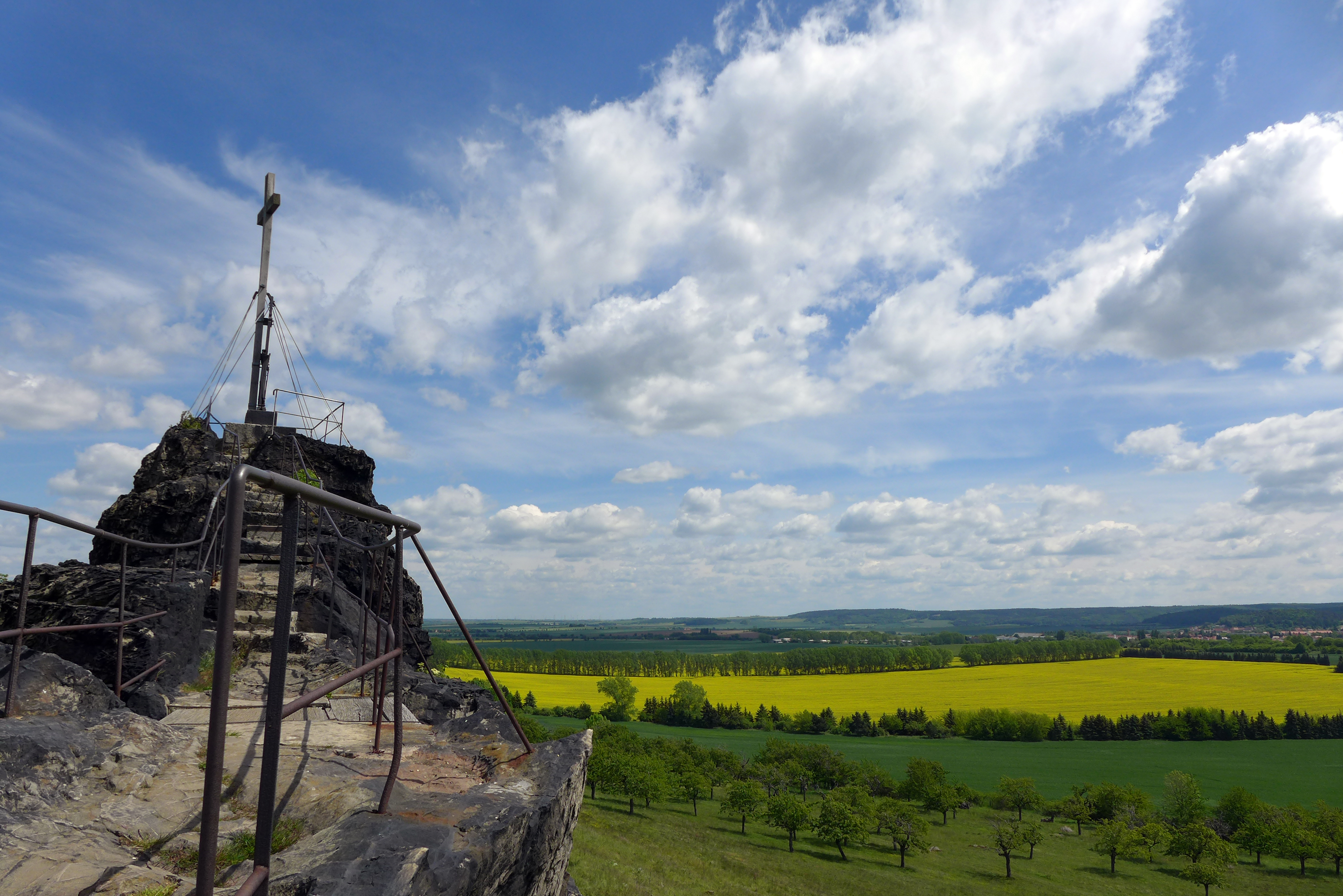
Auf dem Großen Gegenstein mit Gipfelkreuz

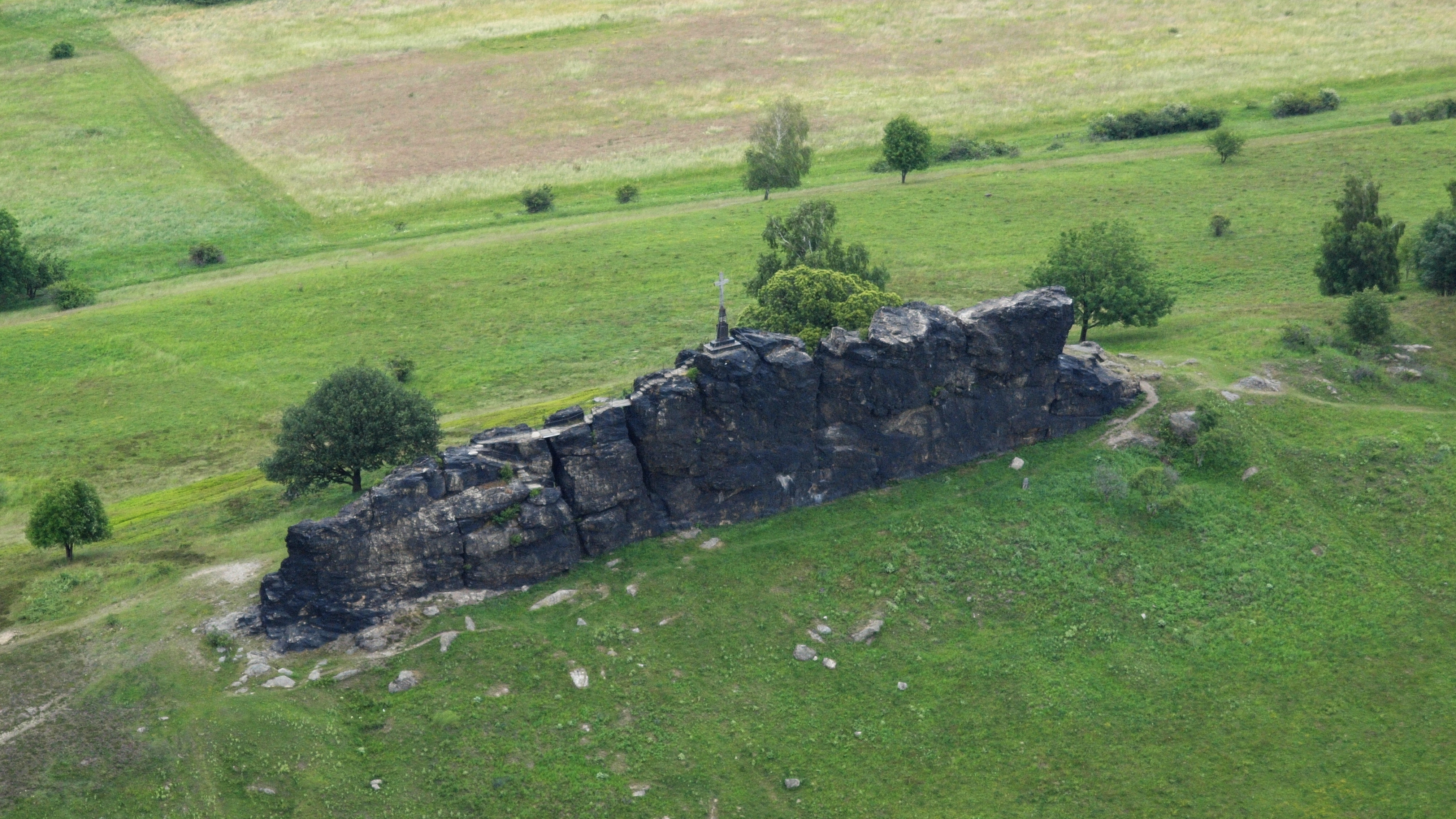
Großer Gegenstein bei Asmusstedt

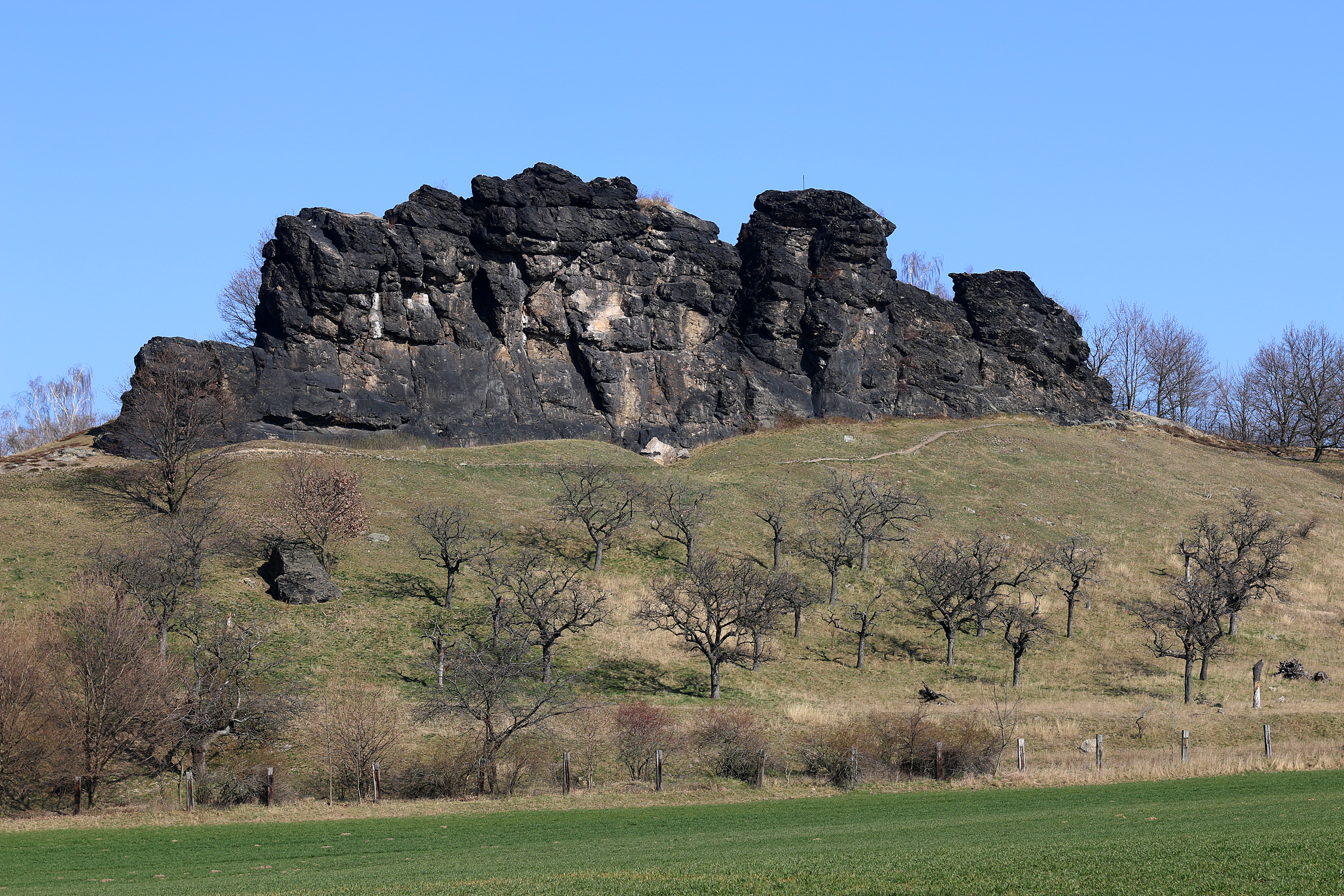
Kleiner Gegenstein

Die Gegensteine, bestehend aus dem Großen und dem Kleinen Gegenstein, sind zwei markante, freistehende Felsformationen der Teufelsmauer im Stadtgebiet von Ballenstedt im Harzvorland, im sachsen-anhaltischen Landkreis Harz.

## Geographische Lage
Die Gegensteine befinden sich im nördlichen Harzvorland des Naturparks Harz/Sachsen-Anhalt. Im Südostauslauf der Teufelsmauer erheben sie sich zwischen Ballenstedt im Süden und dem etwas entfernten Ortsteil Badeborn im Norden meist nur wenige Meter über ihr Umland. Nördlich liegt beim Ortsteil Asmusstedt der Flugplatz Ballenstedt. Westsüdwestlich schließen sich auch als Teufelsmauerteil die Schierberge an, die wie die Gegensteine zum Naturschutzgebiet Gegensteine–Schierberg gehören.

## Beschreibung
Der Große Gegenstein (243,6 m ü. NHN; ⊙) kann mittels in den Fels geschlagener Stufen und Treppen bestiegen werden. Auf seinem Gipfel wurde 1863 im Auftrag des Fürsten von Anhalt-Bernburg ein Kreuz errichtet, das 1993 erneuert wurde. Vom Gipfel genießt man einen weiten Ausblick über das Harzvorland und zum Hochharz.
Der Kleine Gegenstein (ca. 230 m ü. NHN; ⊙) liegt etwa 450 m westlich des Großen Gegensteins. Nördlich davon befand sich zu DDR-Zeiten ein Gelände, das von der Gesellschaft für Sport und Technik zu Ausbildungszwecken (u. a. Fahrschule) genutzt wurde; dort befindet sich nun die Schieß- und Motorsportanlage Ballenstedt.

## Märchen
Die Gegensteine sind erwähnt im Märchen Die Gegensteine von Friedrich Gottschalck.